# AV現場
《AV現場》是湯禎兆撰寫的文化研究書籍，由CUP於2005年7月出版。2015年10月15日四方媒體出版復刻新版。《AV現場》的初版中先是刻畫日本成人影片的歷史及其製作工序，然後再收錄湯禎兆跟行業各人物的訪談紀錄，並在最後加入他在AV拍攝現場的見聞。
湯禎兆是香港中文大學中文系的畢業生，曾在日本留學。回港後開始從事文字工作，寫作多跟日本文化、電影、文學有關，並任職教師。2004年9月，他應媒體CUP邀請，開始為它寫書，進而開始撰寫《AV現場》，並前往日本採訪AV從業者。

## 背景
湯禎兆是香港中文大學中文系的畢業生，曾在日本留學。回港後開始從事文字工作，寫作多跟日本文化、電影、文學有關，並任職教師。2004年9月，他應媒體CUP邀請，開始為它寫書。當時CUP向他提出新書「需引起話題」，而且「有文化味道，但非古板老學究」的要求。於是湯禎兆考慮到了自己原本較熟悉日本文化，在跟CUP相討後，決定新的著作以日本成人影片（AV）為題，但他本人並非特別喜歡AV。
在決定主題後，他考慮到了AV在男性的圈子受眾很廣，因此需要以更為人不知的角度去撰寫書籍。於是便希望為該產業作田野調查，把它的真實情形及變化展示給讀者。接著他開始閱覽多份有關AV的資料，並透過自己在日本文化圈方面的人脈跟AV從業者接觸。願意接受訪問的全部都會要求湯禎兆向他們支付採訪費。接著他前往日本，在那逗留四至五天，以最短時間完成採訪為其目標。在採訪期間，湯禎兆把他們的對話以日語、英語、中文三種語言紀錄在筆記本上。而到了拍攝現場時製作公司曾因為不願給外人知道內幕，而阻礙湯禎兆及他的攝影師進入拍攝現場。於是後者便決定無視製作公司的意願，強硬進內拍攝。
在取材完畢後，他回到香港，以兩個月的時間撰寫內容和整理錄音。撰寫時他是以「紀錄片和真實電影的角度下筆」，追求內容帶有真實性之餘，亦具備電影元素。他在著作中沒有著重於AV的道德問題和社會學理論，因為他認為這不符合著作的「入門」定位。他原本想把著作命名為《AV萬花鏡》，以貼合著作中由不同的人講述該行業的內容。不過最後編輯以他曾前往日本AV拍攝場地拍攝為由，建議把著作更名為《AV現場》。湯禎兆接受了這一建議。《AV現場》的排版過程暢順，不過湯禎兆決定在加入圖片的過程中詢問較為年輕的編輯部女性工作者，以確定內容不會太讓人厭惡。不過由於湯禎兆認為以考慮尺度為由不把一些露骨的照片加進著作中屬「虛偽」，所以他們決定著作的定位為「三級書」。

## 內容
《AV現場》的初版先是刻畫日本成人影片的歷史及其製作工序，然後再收錄湯禎兆跟行業各人物的訪談紀錄，共計有11名，範圍涵蓋AV導演、女優、星探。並在最後加入他在AV拍攝現場的見聞。內文不時加插「巨乳」、「潮吹」、「顏射」等各種AV用語的解釋。著作還加入了多幅在日本現場拍攝的照片，合計約一百幅左右。

## 出版
2005年7月，《AV現場》在香港書展中首度面世。不過該展覽規定參展商不能於展內展覽或出售「不雅書籍」，於是他們便決定在有讀者投訴的情況下把著作藏起，待一段時間後再展出售賣。期間湯禎兆與導演林奕華等人為書籍舉辦多場對談。初版3000本全數售出後被重印多版——8月出版的第2版開始加入受訪者的簽名。到了2008年則重印到第7版。2015年10月15日四方媒體出版復刻新版。

## 評價
《信報財經新聞》的劉健威和《明報》的陸鈞分別形容作者在著作中表露出認真的態度。而陸鈞更讚揚作者的文筆，並指它得到中學男生歡迎。《am730》的陳龍超在評論電視節目《AV事務所》時，把該節目跟《AV現場》作比較，指後者較深入。《信報財經新聞》副刊記者李志榮提道，《AV現場》因為以研究角度看待AV，所以才讓以往較沒有勇氣討論AV的女性開始討論之。《澳門日報》的朝暉評論王向華和邱愷欣共同撰寫的著作《日本AV女優：女性的物化與默化》時，也比較了《AV現場》和該著作的分別，指《日本AV女優》較為詳盡，而《AV現場》的風格較「意識流」。